# Nehatu (Jõelähtme)
Nehatu – wieś w Estonii, w prowincji Harju, w gminie Jõelähtme.